# 와호장룡
《와호장룡》(중국어 정체자: 臥虎藏龍, 병음: wò hǔ zàng lóng, 영어: Crouching Tiger, Hidden Dragon)은 왕두루의 동명 소설을 원작으로 2000년에 개봉한 리안 감독의 무술 영화이다. 이 영화에는 주윤발, 양자경, 장쯔이와 장첸을 포함한 중화권의 한족 출신 배우들이 대거 출연하였다. 국제적으로 2억 달러 이상의 흥행 수익을 거두었고, 40개 이상의 수많은 상을 수상하였다. 이 영화는 미국 아카데미상에서 최우수 외국어 영화상을 받았고, 최우수 작품상을 포함해 6개 부분에 후보로 지명되었다. 또한 BAFTA에서 4개 부분을 수상, 골든 글로브상에서 2개 부분을 수상하였다.
청나라 말기 당대 최고의 협객 이모백은 자신이 소유하고 있던 보검 청명검을 무당파의 사매 유수련을 통해 북경성 호족 철페이러에게 기증하고 무림을 떠나고자 한다. 그날 밤 복면을 쓴 도둑이 청명검을 훔치고 북경성 구문제독 옥대인의 집으로 사라진다. 유수련은 복면을 훔친 범인이 옥대인의 딸 옥교롱인줄 짐작했으나 함부로 다그칠 수 없어 청명검을 원래 있던 곳에 갖다 놓으라고 타이른다. 복면을 쓴 옥교룡은 청명검을 돌려주기 위해 페이러의 저택으로 잠입했다가 이모백에게 발각된다. 이모백은 옥교룡의 검법과 경공술을 보고 자신의 사부를 죽인 벽안호리의 무술을 전수 받았음을 알게 된다. 벽안호리는 과거 무당파의 비급을 훔쳐 달아난 도둑이었으나 지금은 옥교룡의 유모로 위장하여 옥교롱을 제자로 삼아 무술을 가르쳤던 것이다. 옥교룡은 자신의 부친이 서역에 근무할 때 서역의 비적 라소호를 만나 서로 사랑하는 사이가 되었으나 지금은 결혼을 해야 하는 처지였다. 이에 옥교룡은 집안을 가출하고 강호를 떠돌며 청명검을 이용하여 소란을 일으킨다. 한편 이모백과 유수련은 옥교룡의 재질이 아까워 제자로 삼고자 했으나 벽안호리가 이를 방해하고 이모백은 벽안호리와 최후의 결전을 하다가 옥교룡으로 인해 집중력을 잃고 독침을 맞고 죽고 만다. 옥교룡은 결혼식에 찾아와 난동을 피운 라소호를 찾아가 하룻밤을 보낸 후 천길 절벽으로 떨어진다.
원작은 북경 출신의 작가 왕도려(王度廬)가 중일전쟁을 피해 산동성 청도로 피난왔을 때 현지의 신문 '청도신민보'에 연재한 소설 <와호장룡 > (臥虎藏龍)이다. 왕도려는 1938년부터 신문에 연재하는 무협 소설을 투고했는데 그의 작품 중에서 특별하게 주인공이 대를 이어가는 5편의 장편 연재 소설을 '학철오부곡'(鶴鐵五部曲)이라고 한다. '학철오부곡'은 1부 무학명란기(혹은 학경곤륜),  (舞鶴鳴鸞記 or鶴驚昆崙), 2부 보검금채(寶劍金釵), 3부 검기주광劍氣珠光), 4부 와호장룡(臥虎藏龍), 5부 철기은병(鐵騎銀瓶)이다.
2000년 영화 이안 감독의 <와호장룡>은 소설의 내용 중 4부 '와호장룡'의 내용과 3부 '검기주광'의 일부 내용을 각색한 것이다. 1부 '학경곤륜'은 이모백의 스승 강남학의 파란만장한 무예 수련의 과정과 애달픈 사랑이야기, 2부 '보검금채'는 이모백과 유수련의 이루지 못하는 사랑이야기, 3부 '검기주광'은 라소호의 부친과 친형제의 이야기, 그리고 5부 '철기은병'은 라소호와의 관계에서 낳은 옥교룡의 아들 이야기를 그리고 있다.
1992년 우리나라 출판사 고려원에서 '학철오부곡' 중 4부, 5부를 번역하여 '청강만리'라는 제목으로 3부작 총 15권의 책을 출간한 적이 있다.
원작의 내용과 영화의 내용은 차이가 많은 편이다. 소설 '와호장룡'은 옥교룡과 라소호의 내용이 주를 이루는데 영화에서는 라소호를 조연급으로 강등시켜 등장 분량이 많이 줄었다. 그리고 영화에서 이모백은 독침을 맞고 죽지만 소설에는 이런 내용이 없다. 또 영화의 엔딩 장면에 옥교룡이 절벽으로 떨어져 결말이 모호하지만 소설에는 절벽으로 떨어진 것은 자신의 죽음을 위장하는 것이었고 얼마 지나지 않아 다시 라소호를 찾아와 하룻밤을 보낸 후 말을 타고 떠나는 것으로 끝을 맺고 있다.

## 배역
- 주윤발 - 이모백 李慕白
- 양자경 - 유수련 俞秀莲
- 장쯔이 - 옥교룡 玉娇龙
- 장첸 - 라소호 罗小虎
- 낭웅 - 철총관 铁贝勒
- 정패패 - 벽안호리 碧眼狐狸

## 한국판 성우진

### MBC (2003년 2월 1일)
- 신성호 - 이모백(주윤발)
- 송도영 - 유수련(양자경)
- 최수진 - 옥교룡(장쯔이)
- 손원일 - 나소호(장첸)
- 황일청 - 철대인(랑웅)
- 정희선 - 파란여우(정패패)
- 홍승옥 - 옥부인(해연)
- 이철용 - 채포두(왕덕명) / 미대표(마중헌)
- 고성일 - 노군웅(풍건화)
- 최한 - 유태보(고서안)
- 이상훈 - 철대인의 집사(진병) / 이윤(왕문승)
- 김서영 - 채상매(리련)
- 이자옥 - 옥교룡의 하녀(양예)
- 이원찬 - 송명(송동)
- 방성준 - 옥대인(이법증) / 스님(양영우)
- 정재헌 - 비도상(이보성)

### KBS (2005년 12월 10일)
- 신성호 - 이모백(주윤발)
- 최문자 - 유수련(양자경)
- 은영선 - 옥교룡(장쯔이)
- 양석정 - 나소호(장첸)
- 안종국 - 철총관(랑웅)
- 임수아 - 벽안호(정패패)
- 이근욱 - 옥대인(이법증) / 스님(양영우)
- 최옥희 - 옥부인(해연)
- 장승길 - 채포두(왕덕명) / 이윤(왕문승)
- 서문석 - 유태보(고서안) / 비도상(이보성)
- 손선근 - 미대표(마중헌)
- 김소형 - 노군웅(풍건화) / 철총관의 집사(진병)
- 변현우 - 송명(송동)
- 임주현 - 채상매(리련) / 옥교룡의 하녀(양예)

## 같이 보기
- 무당파